# تئوتونیو دی سوزا
تئوتونیو دی سوزا (پرتغالی: Teotónio de Souza زادهٔ ۱۸ فوریهٔ ۱۹۴۷ – ۲۰ فوریه ۲۰۱۹) تاریخ‌نگار اهل پرتغال بود.
 او از سال ۱۹۸۳ عضو آکادمی تاریخ پرتغال بوده‌است.